# Universum
| Universum | Universum                 |
| --- | ------------------------- |
| Das Bild Hubble Ultra Deep Field bietet einen sehr tiefen Blick ins Universum. (Das Foto umfasst einen Raumwinkel, der ungefähr dem 150. Teil der durchschnittlichen Mondscheibe entspricht.) |                           |
| Physikalische Eigenschaften (bezogen auf das beobachtbare Universum) |                           |
| Radius | > 46,50 Mrd. Lj           |
| Masse (Hubble Sphäre) | ca. 1053 kg               |
| Mittlere Dichte | ca. 10−26 kg/m3           |
| Alter | 13,787 ± 0,020 Mrd. Jahre |
| Anzahl Galaxien | ca. 2 Bio.                |
| Temperatur Hintergrundstrahlung | 2,72548 K                 |

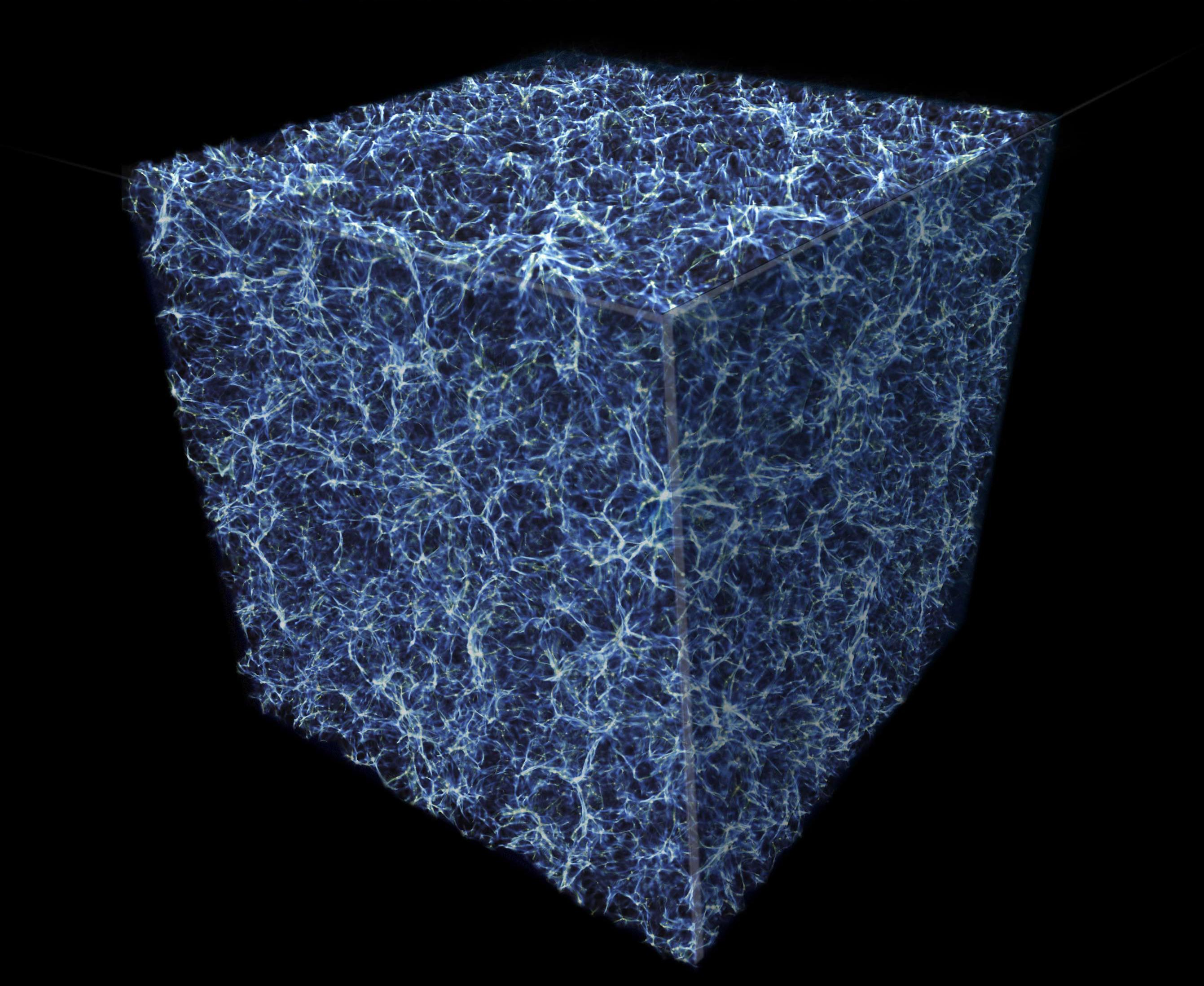
Struktur des Universums

Das Universum (von lateinisch universus ‚gesamt‘), auch der Kosmos oder das Weltall genannt, ist die Gesamtheit von Raum, Zeit und aller Materie und Energie darin. Das beobachtbare Universum beschränkt sich hingegen auf die vorgefundene Anordnung aller Materie und Energie, angefangen bei den elementaren Teilchen bis hin zu den großräumigen Strukturen wie Galaxien und Galaxienhaufen.
Die Kosmologie, ein Teilgebiet sowohl der Physik als auch der gegenwärtigen Philosophie der Naturwissenschaften, befasst sich mit dem Studium des Universums und versucht Eigenschaften des Universums wie beispielsweise die Frage nach der Feinabstimmung der Naturkonstanten zu beantworten.
Die heute allgemein anerkannte Theorie zur Beschreibung der großräumigen Struktur des Universums ist das Standardmodell der Kosmologie. Sie beruht auf der allgemeinen Relativitätstheorie in Kombination mit astronomischen Beobachtungen. Auch die Quantenphysik hat wichtige Beiträge zum Verständnis speziell des frühen Universums der Zeit kurz nach dem Urknall geliefert, in dem die Dichte und Temperatur sehr hoch waren. Wahrscheinlich wird ein erweitertes Verständnis des Universums erst erreicht, wenn die Physik eine Theorie entwirft, die die allgemeine Relativitätstheorie mit der Quantenphysik vereint. Diese „theory of everything“ oder auch Weltformel genannte Theorie der Quantengravitation soll die vier Grundkräfte der Physik einheitlich erklären.

## Herkunft der Bezeichnungen
Das Wort „Universum“ wurde im 17. Jahrhundert von Philipp von Zesen durch das Wort „Weltall“ verdeutscht. Während das Universum bzw. Weltall alles umfasst, ist mit dem Begriff Weltraum nur der Raum außerhalb der Erdatmosphäre und außerhalb der Atmosphären anderer Himmelskörper gemeint, in dem nahezu ein Vakuum herrscht. Umgangssprachlich wird „Weltall“ oder „All“ aber auch mit der Bedeutung von „Weltraum“ verwendet.
Die Bezeichnung „Kosmos“ ist aus altgriechisch κόσμος ‚Ordnung‘ entlehnt. Sie geht auf den Philosophen Anaximenes (6. Jahrhundert v. Chr.) zurück, der sie im Rahmen der Pneumalehre verwendete. Über die Bedeutung der Bezeichnung „Universum“ hinausgehend, bringt sie zum Ausdruck, dass sich das Universum in einem „geordneten“ Zustand befinde – „Kosmos“ bildete demnach einen Gegenbegriff zum Chaos.

## Entstehung
Die klassische und heute weithin anerkannte Urknalltheorie geht davon aus, dass das Universum in einem bestimmten Augenblick, dem Urknall, aus einer Singularität heraus entstanden ist und sich seitdem ausdehnt (siehe Expansion des Universums). Zeit, Raum und Materie sind demnach mit dem Urknall entstanden. Zeiten „vor“ dem Urknall und Orte „außerhalb“ des Universums sind physikalisch nicht definierbar. Daher gibt es in der Physik weder ein räumliches „Außerhalb“ noch ein zeitliches „Davor“ noch eine Ursache des Universums.
Da die naturwissenschaftlichen Gesetze für die extremen Bedingungen während der ersten etwa 10−43 Sekunden (Planck-Zeit) nach dem Urknall nicht bekannt sind, beschreibt die Theorie den eigentlichen Vorgang streng genommen nicht. Erst nach Ablauf der Planck-Zeit können die weiteren Abläufe physikalisch nachvollzogen werden. So lässt sich dem frühen Universum z. B. eine Temperatur von 1,4 · 1032 K (Planck-Temperatur) zuordnen.
Wegen des Horizontproblems und des Flachheitsproblems wurde 1979 von Alan Guth eine Inflationsphase des Universums vorgeschlagen, in der das Universum beschleunigt expandierte. Diese Idee wird durch die 1998 von den beiden Forschergruppen um Adam Riess, Brian P. Schmidt und Saul Perlmutter beobachtete heutige beschleunigte Expansion gestützt. Der klassische heiße Big Bang wird daher in der modernen Kosmologie an das Ende der Inflationsphase verlagert, als sich nach dieser Theorie das falsche Vakuum in reelle Teilchen verwandelte, so dass hier keine Singularität auftritt. Man nimmt an, dass sich das Universum hierbei zumindest um den Faktor e⁷°≈2¹°° vergrößerte.
Als Alternative zur Urknalltheorie existieren mehrere Modelle eines zyklischen Universums, gemäß derer das Universum auch vor dem Urknall schon existierte (beispielsweise Big Bounce, unter anderem vertreten von Martin Bojowald).

## Alter und Zusammensetzung

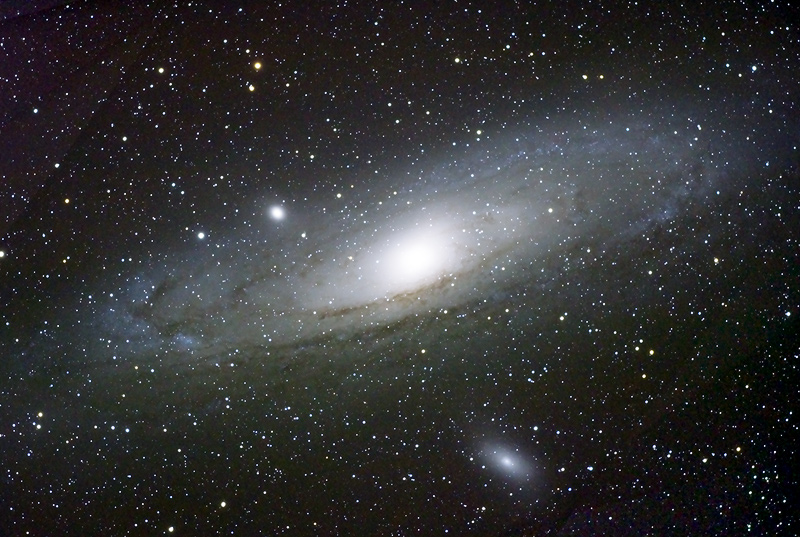
Die Andromeda-Galaxie, die der Erde am nächsten gelegene größere Galaxie

Das Alter des Universums ist aufgrund von Präzisionsmessungen durch das Weltraumteleskop Planck sehr genau gemessen: 13,81 ± 0,04 Milliarden Jahre. Eine frühere Ermittlung des Alters durch den Satelliten WMAP ergab das etwas ungenauere Ergebnis von 13,7 Milliarden Jahren. Das Alter kann auch durch Extrapolation von der momentanen Expansionsgeschwindigkeit des Universums auf den Zeitpunkt, an dem das Universum in einem Punkt komprimiert war, berechnet werden. Diese Berechnung hängt aber stark von der Zusammensetzung des Universums ab, da Materie bzw. Energie durch Gravitation die Expansion verlangsamen. Die bisher nur indirekt nachgewiesene Dunkle Energie kann die Expansion allerdings auch beschleunigen. So können verschiedene Annahmen über die Zusammensetzung des Universums zu verschiedenen Altersangaben führen. Durch das Alter der ältesten Sterne kann eine untere Grenze für das Alter des Universums angegeben werden. Im aktuellen Standardmodell stimmen die Ergebnisse dieser Methoden sehr gut überein.

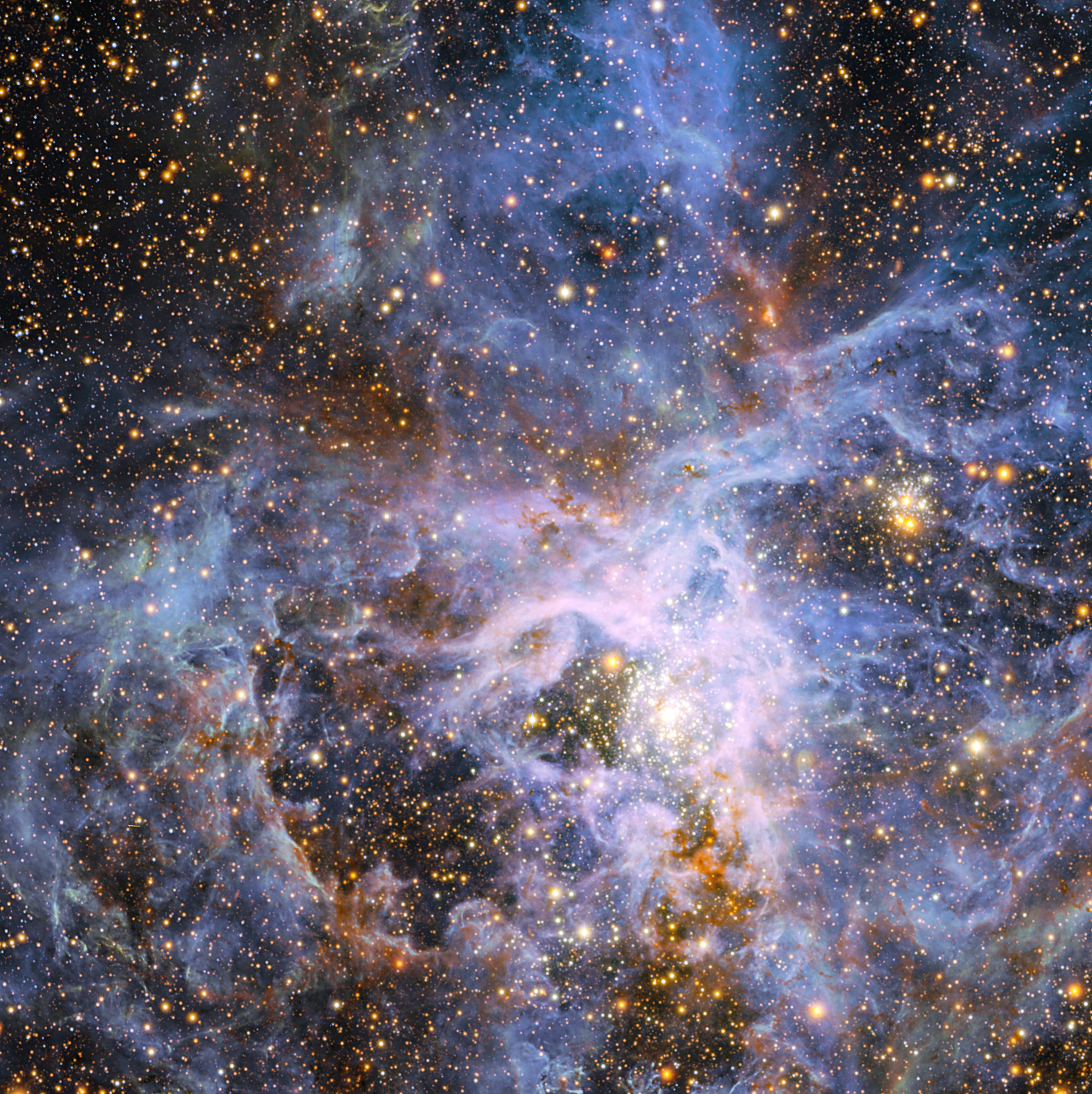
Der Tarantelnebel

Sämtliche Berechnungen für das Alter des Universums setzen voraus, dass der Urknall tatsächlich als zeitlicher Beginn des Universums betrachtet werden kann, was wegen Unkenntnis der physikalischen Gesetze für den Zustand unmittelbar nach Beginn des Urknalls nicht gesichert ist. Zwar kann ein statisches Universum, das unendlich alt und unendlich groß ist, ausgeschlossen werden, nicht jedoch ein dynamisches unendlich großes Weltall. Dieses wird unter anderem durch die beobachtete Expansion des Weltalls begründet. Des Weiteren wies schon 1823 der Astronom Heinrich Wilhelm Olbers darauf hin, dass bei unendlicher Ausdehnung und unendlichem Alter eines statischen Universums der Nachthimmel hell leuchten müsste (Olberssches Paradoxon), da jeder Blick, den man in den Himmel richtet, automatisch auf einen Stern fallen müsste. Ist das Universum allerdings unendlich groß, hat aber nur ein endliches Alter, so hat das Licht von bestimmten Sternen die Erde einfach noch nicht erreicht.
Der Raum zwischen Galaxien ist nicht vollständig leer, sondern enthält neben Sternen und Staubwolken unter anderem auch Wasserstoff-Gas. Dieses intergalaktische Medium hat eine Dichte von etwa einem Atom pro Kubikmeter. Innerhalb von Galaxien ist die Dichte der Materie jedoch wesentlich höher. Desgleichen ist der Raum von Feldern und Strahlung durchsetzt. Die Temperatur der Hintergrundstrahlung beträgt 2,7 Kelvin (also etwa −270 °C). Sie entstand 380.000 Jahre nach dem Urknall. Das Universum besteht nur zu einem kleinen Teil aus der bekannten Materie und Energie (5 %), von denen wiederum nur 10 % Licht aussenden und dadurch sichtbar sind. Einen größeren Teil (27 %) macht Dunkle Materie aus. Dunkle Materie ist durch eine Vielzahl von Beobachtungen indirekt nachgewiesen, aber ihre Zusammensetzung ist noch weitgehend unverstanden. Der größte Teil ist Dunkle Energie (68 %), die für die beschleunigte Expansion verantwortlich ist. Auf die Dunkle Energie wurde aus den Daten von weit entfernten Supernovaexplosionen geschlossen, ihre Existenz wird durch Satelliten wie COBE, WMAP und Planck, Ballonexperimente wie BOOMERanG sowie Gravitationslinseneffekte und die Galaxienverteilung im Universum bestätigt.

## Form und Volumen
Intuitiv liegt die Vermutung nahe, dass aus der Urknalltheorie eine „Kugelform“ des Universums folgt; das ist jedoch nur eine von mehreren Möglichkeiten. So wurden neben einem flachen unendlichen Universum viele andere Formen vorgeschlagen, darunter beispielsweise eine Hypertorusform oder auch die in populärwissenschaftlichen Publikationen als „Fußballform“ (Dodekaeder) und „Trompetenform“ bekannt gewordenen Formen. Einige Daten des Satelliten WMAP sprechen auch dafür, dass das Universum ein Ellipsoid ist.
Im CDM-Standardmodell (CDM von engl. Cold Dark Matter, „kalte dunkle Materie“) sowie dem aktuelleren Lambda-CDM-Standardmodell, das die gemessene Beschleunigung der Expansion des Universums berücksichtigt, ist das Universum flach; das heißt, der Raum wird durch die euklidische Geometrie beschrieben. Ein solches Universum muss nicht zwingend ein unendliches Volumen haben, da auch kompakte Topologien für den Raum möglich sind. Auf der Basis der verfügbaren Beobachtungen kann nur eine grobe untere Grenze für die Ausdehnung des Universums angegeben werden. Nach Neil J. Cornish von der Montana State University zeigen Daten des Satelliten WMAP, dass das Universum gemäß den meisten Modellen einen Durchmesser von mindestens 90 Milliarden Lichtjahren besitzen muss. Im Lambda-CDM-Standardmodell wird daher meist eine flache Geometrie mit unendlicher Ausdehnung betrachtet.

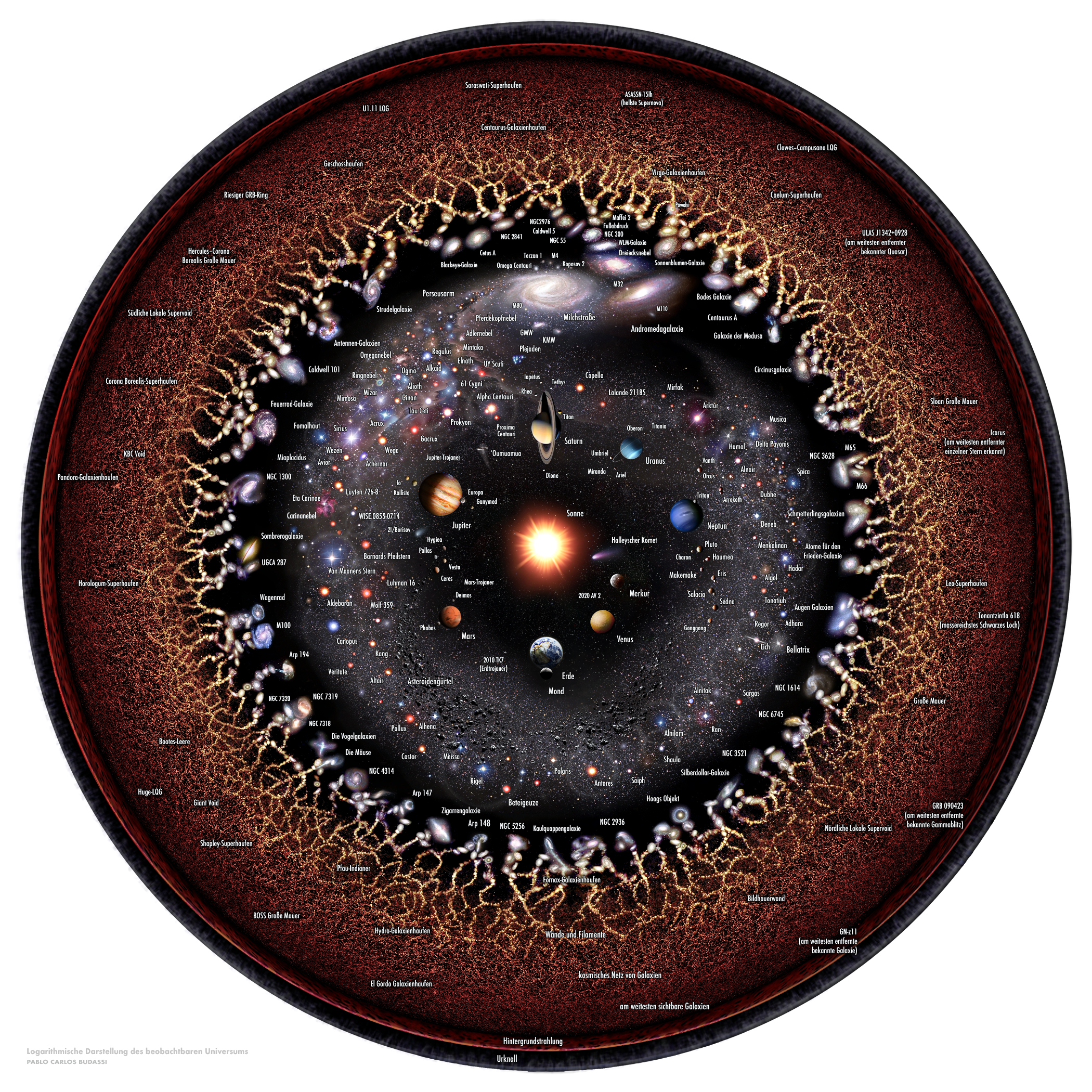
Von der Erde übertragene Fernsehsignale erreichen niemals den Rand dieses Bildes.

Hintergrund der berechneten Mindestgröße ist, dass eine Krümmung des Universums nicht gemessen werden konnte. Die Messungenauigkeit ist aber mit 0,2 % relativ groß. Geht man davon aus, dass diese Messungenauigkeit zu einer Krümmung des Universums von ebendiesen maximal 0,2 % führt, so könnte das Universum in sich selbst zurückgekrümmt sein. Die Krümmung könnte aber tatsächlich null sein oder sie könnte einen Wert zwischen null und der maximalen denkbaren Krümmung annehmen. Im ersten Fall wäre das Universum unendlich groß, im letzteren wäre es größer als 2 Billionen Lichtjahre.
{\displaystyle r=\pi R>} 1 Billion Lichtjahre
{\displaystyle R>{\frac {c}{H_{0}{\sqrt {-\Omega _{k}}}}}} Krümmungsradius
H₀ Hubble Konstante
Ωk > −0,002 Krümmungsparameter
{\displaystyle V=2R^{3}\pi ^{2}>6\cdot 10^{92}} m³
Da das Universum 13,8 Mrd. Jahre alt ist, können nur Objekte wahrgenommen werden, deren Licht maximal einen Lichtweg von 13,8 Mrd. Lichtjahren zurückgelegt haben. Dies ist das beobachtbare Universum. Das sichtbare Universum wird weiter dadurch eingeschränkt, dass das Universum bis ca. 372 tausend Jahre nach dem Urknall undurchsichtig war. Zu diesem Zeitpunkt bildeten sich die ersten stabilen Atome weit überwiegend Wasserstoff und Helium aus dem vorherigen Plasma, größere Strukturen wie Sterne und Galaxien werden erst viele Millionen Jahre später erwartet. Da sich in den vergangenen 13,8 Mrd. Jahren der Raum stark ausgedehnt hat, befinden sich die Orte, von denen Objekte vor 13,8 Mrd. Jahren Licht ausgesandt haben, heute mehr als etwa 45 Mrd. Lichtjahre entfernt. Die Objekte selbst können sich durch Eigenbewegung innerhalb des Raumes in der Zeitspanne von 13,8 Mrd. Jahren von diesen Orten noch darüber hinaus weiter entfernt haben.
Wichtig ist der Unterschied zwischen Unendlichkeit und Unbegrenztheit: Auch wenn das Universum ein endliches Volumen besäße, könnte es unbegrenzt sein. Anschaulich lässt sich dieses Modell folgendermaßen darstellen: Eine Kugeloberfläche (Sphäre) ist endlich, besitzt aber auf dieser Fläche keinen Mittelpunkt und ist unbegrenzt (man kann sich auf ihr fortbewegen, ohne jemals einen Rand zu erreichen). So wie eine zweidimensionale Kugeloberfläche (S²) eine dreidimensionale Kugel (B³) umhüllt, kann man, falls das Universum nicht flach, sondern gekrümmt ist, sich den dreidimensionalen Raum als Hülle (S³) einer vierdimensionalen Kugel (B⁴) vorstellen. Wohlgemerkt dient dies lediglich der Veranschaulichung, denn das Universum ist in der klassischen Kosmologie nicht in einen höherdimensionalen Raum eingebettet.

### Zusammenhang zwischen Massendichte, lokaler Geometrie und Form
Obwohl die lokale Geometrie der Raumzeit sehr nahe an einer euklidischen Geometrie liegt, ist auch eine sphärische oder hyperbolische Geometrie nicht ausgeschlossen. Da die lokale Geometrie mit der globalen Form (Topologie) und dem Volumen des Universums verknüpft ist, ist letztlich auch unbekannt, ob das Volumen endlich ist (mathematisch ausgedrückt: ein kompakter topologischer Raum) oder ob das Universum einen unendlichen Rauminhalt besitzt. Welche Geometrien und Formen für das Universum möglich sind, hängt gemäß den Friedmann-Gleichungen, welche die Entwicklung des Universums im Standard-Urknallmodell beschreiben, wiederum wesentlich von der Energiedichte bzw. der Massendichte im Universum ab:
- Ist diese Dichte kleiner als ein bestimmter, als kritische Dichte bezeichneter Wert, so wird die globale Geometrie als hyperbolisch bezeichnet, da sie als das dreidimensionale Analogon zu einer zweidimensionalen hyperbolischen Fläche angesehen werden kann. Ein hyperbolisches Universum ist offen, d. h., ein gegebenes Volumenelement innerhalb des Universums dehnt sich immer weiter aus, ohne jemals zum Stillstand zu kommen. Das Gesamtvolumen eines hyperbolischen Universums kann sowohl unendlich als auch endlich sein.
- Ist die Energiedichte exakt gleich der kritischen Dichte, ist die Geometrie des Universums flach. Das Gesamtvolumen eines flachen Universums ist im einfachsten Fall, wenn man einen euklidischen Raum als einfachste Topologie annimmt, unendlich. Es sind aber auch Topologien mit endlichem Rauminhalt mit einem flachen Universum zu vereinbaren. Beispielsweise ist ein Hypertorus als Form möglich. Auch ein flaches Universum ist wie das hyperbolische Universum offen, ein gegebenes Volumenelement dehnt sich also immer weiter aus. Seine Expansion verlangsamt sich jedoch zusehends, sodass nach unendlicher Zeit eine endliche Ausdehnung erreicht ist.
- Ist die Energiedichte größer als die kritische Dichte, wird das Universum als „sphärisch“ bezeichnet. Das Volumen eines sphärischen Universums ist endlich. Im Gegensatz zum flachen und zum hyperbolischen Universum kommt die Ausdehnung des Universums irgendwann zum Stillstand und kehrt sich danach um. Das Universum „stürzt“ also wieder in sich zusammen.

Gegenwärtige astronomische Beobachtungsdaten erlauben es nicht, die Form des Universums zu bestimmen. Die bisher gemessene Energiedichte des Universums liegt also so nahe an der kritischen Dichte, dass die Genauigkeit der Beobachtung es nicht ermöglicht, zwischen den drei grundlegenden Fällen zu unterscheiden.
{\displaystyle \rho _{c}={\frac {3H_{0}^{2}}{8\pi G}}\approx \rho \approx 10^{-26}} kg/m³
Dunkle Energie beeinflusst weiterhin die Expansionseigenschaften des Universums. So führt ein großer Anteil von Dunkler Energie dazu, dass ein sphärisches Universum nicht in sich zusammenstürzt oder ein flaches Universum sich immer weiter beschleunigt. Bestimmte Formen der Dunklen Energie können sogar dazu führen, dass das Universum lokal schneller als Lichtgeschwindigkeit expandiert und so in einem Big Rip auseinandergerissen wird, da keine Wechselwirkungen zwischen Teilchen mehr stattfinden können.

### Konsequenzen eines unendlichen Raumzeitvolumens
Die Annahme eines Universums mit einem unendlichen Raumzeitvolumen wirft einige Fragen nach den erkenntnistheoretischen Konsequenzen dieser Annahme auf. Hier spielt besonders das anthropische Prinzip eine Rolle, wie es z. B. von Brandon Carter formuliert wurde. Danach muss – in der vorsichtigsten Interpretation – zumindest die Notwendigkeit der Existenz eines Beobachters bei der Interpretation astronomischer Daten berücksichtigt werden; d. h., Beobachtungsdaten sind nicht notwendigerweise repräsentativ für das gesamte Universum.
Beispiele für Folgerungen, die verschiedentlich daraus gezogen wurden, sind etwa, dass ein lokal scheinbar lebensfreundliches Universum im Ganzen extrem lebensfeindlich sein kann oder dass selbst extrem unwahrscheinliche, aber mögliche Ereignisse sich in einem solchen Universum unendlich oft ereignen müssten. In neuerer Zeit hat u. a. der Physiker Max Tegmark behauptet, dass aus dem gegenwärtigen Standardmodell des Universums zusammen mit der Quantentheorie folge, dass im Durchschnitt alle {\displaystyle {10}^{{10}^{29}}} Meter eine „Zwillingswelt“ existieren müsse. Die von Tegmark genannten Argumente treffen auch auf ein Universum mit endlichem, aber hinreichend großem Volumen zu. Diese Argumente wie auch die Folgerungen sind allerdings umstritten und wurden z. B. in der Publikation About the Infinite Repetition of Histories in Space durch den Satz „these scenarios remain no more than literary tales“ beschrieben.

## Strukturen
Auf der größten beobachtbaren Skala findet man Galaxienhaufen, die sich zu noch größeren Superhaufen zusammenfinden. Diese bilden wiederum fadenartige Filamente, die riesige, blasenartige, praktisch galaxienfreie Hohlräume (engl. Voids, void = leer) umspannen. Man spricht mitunter auch von der wabenartigen Struktur (engl. cosmic web) des Universums. Es ergibt sich die folgende Rangfolge von den größten zu den kleinsten Strukturen des beobachtbaren Universums:

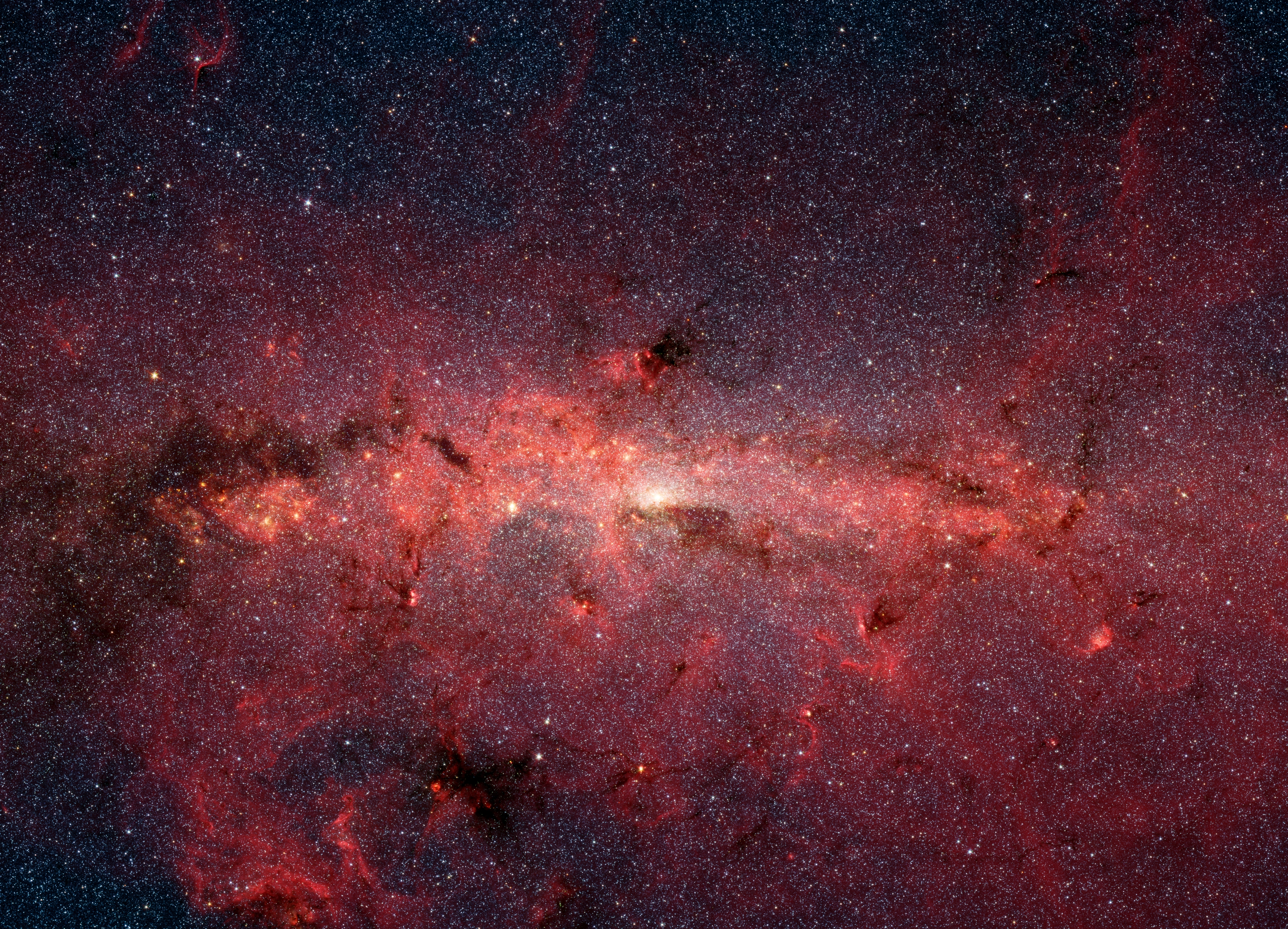
Die Milchstraße

1. Large Quasar Group (LQG) (Bsp.: U1.27, Durchmesser: etwa 4 Mrd. Lichtjahre)
2. Filamente und Voids (Bsp.: Große Mauer, Durchmesser: etwa 1 Mrd. Lichtjahre)
3. Superhaufen (Bsp.: Virgo-Superhaufen, Durchmesser: etwa 200 Millionen Lichtjahre)
4. Galaxiengruppen und Galaxienhaufen (Bsp.: Lokale Gruppe, Durchmesser: etwa 10 Millionen Lichtjahre)
5. Galaxien (Bsp.: Milchstraße, Durchmesser: etwa 100.000 Lichtjahre)
6. Sternhaufen (Kugelsternhaufen, Offene Sternhaufen, Durchmesser: Dutzende bis Hunderte Lichtjahre)
7. Planetensysteme (Bsp.: Sonnensystem, Durchmesser: etwa 300 AE = 41 Lichtstunden)
8. Sterne (Bsp.: Sonne, Durchmesser: 1.392.500 km)
9. Exoplaneten und Planeten (Bsp.: Erde, Durchmesser: 12.756,2 km)
10. Monde (Bsp.: Erdmond, Durchmesser: 3.476 km)
11. Asteroiden, Kometen (Durchmesser: wenige Kilometer bis mehrere 100 km)Komet C/2014 Q2 (Lovejoy)

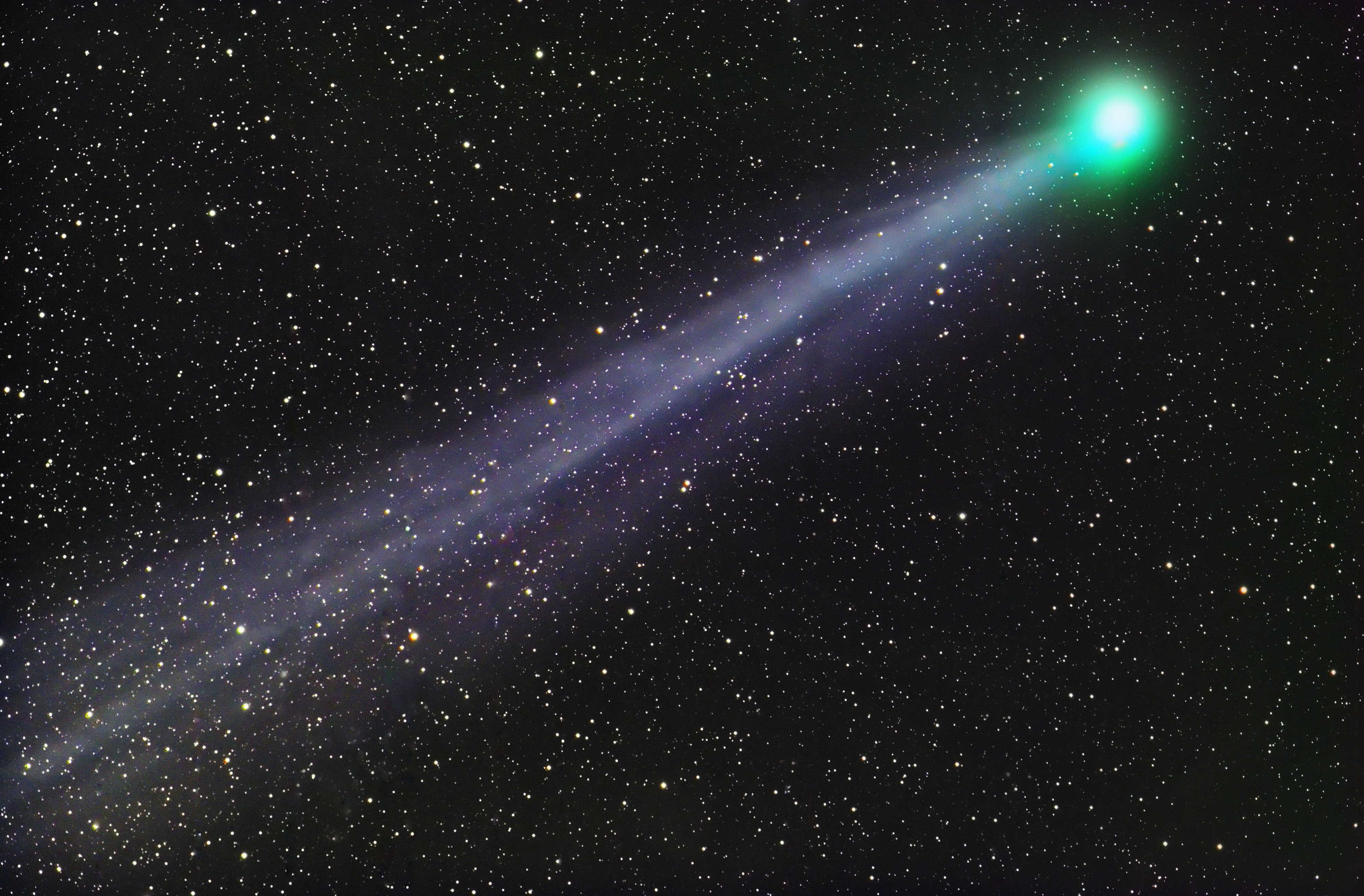
Komet C/2014 Q2 (Lovejoy)

12. Meteoroiden (Durchmesser: vom Meter- bis herab zum Millimeterbereich)
13. Staubpartikel
14. Moleküle
15. Atome
16. Atomkerne mit u. a. Protonen und Neutronen
17. Hadronen mit u. a. Quarks
18. Elementarteilchen (u. a. Elektronen)

Anmerkung: Die Größenskalen sind teilweise überlappend. So existieren beispielsweise Monde, die Planeten an Größe übertreffen, oder Asteroiden, die wesentlich größer als manche Monde sind.

## Ende
Es werden mehrere Hypothesen zur fernen Zukunft des Universums diskutiert, hauptsächlich sind das:
- Big Freeze / Big Chill / Big Whimper: Dabei würde sich das Universum bis in alle Ewigkeit monoton ausdehnen. Die darin befindlichen Sonnen würden letztendlich auch den letzten Rest fusionierbaren Materials verbrennen. Selbst Schwarze Löcher würden irgendwann „verdampfen“. Je nach Ausgestaltung der Hypothese geht man davon aus, dass bei einem Alter zwischen 10150 und 101000 Jahren der endgültige Wärmetod eintritt, d. h. alle Protonen zerfallen und jegliche Strahlung soweit ausgedünnt ist, dass ein falsches Vakuum bei 0 K vorliegt. Übrig bliebe ein kaltes, dunkles Universum, durch das Fehlen von Ereignissen würde selbst die Zeit an Bedeutung verlieren und verschwinden.
- Big Rip: Eine andere Möglichkeit stellt der Big Rip dar. Nach dieser Theorie reißt aufgrund der ständigen, durch die Dunkle Energie verursachten Ausdehnung die Raumzeit irgendwann auseinander, was ebenfalls das Ende des heute bekannten Universums bedeuten würde. Der Unterschied zum Big Freeze besteht darin, dass beim Big Freeze die kosmischen Massen zunächst kompakt bleiben und sich in sehr langer, aber endlicher Zeit in Strahlung umwandeln. Der Big Rip würde diesen Zustand in wesentlich kürzerer Zeit und schlagartig herbeiführen und auch kombinierte Teilchen mit unendlich großer Halbwertszeit zerreißen, vermutlich wären auch supermassive Objekte wie Quasare oder kosmische Schwarze Löcher bei einem Big Rip sofort verschwunden.
- Big Crunch: Nach einer Phase der Ausdehnung könnte das Universum, wenn bestimmte Bedingungen für das Verhältnis von Dunkler Energie und Dunkler Materie erfüllt sind, sich aufgrund gravitativer Einflüsse wieder zusammenziehen und in einem Big Crunch enden, dem Gegenstück des Big Bang, bei dem sich alles letztlich in einer Singularität zusammenzieht. (Diese könnte nach der Theorie des Big Bounce einen neuen Big Bang zur Folge haben.)